# Leland H. Hartwell
Leland H. (Lee) Hartwell (né le 30 octobre 1939 à Los Angeles (Californie)) est président et directeur du Centre Fred Hutchinson de Recherche sur le Cancer à Seattle (Washington). Il a obtenu le Prix Nobel de Physiologie et Médecine en 2001 pour ses contributions à la compréhension du cycle de vie des cellules. Les autres lauréats de ce Prix Nobel en 2001 furent Paul Nurse et Tim Hunt.